# Telephanus strictus
Telephanus strictus is een keversoort uit de familie spitshalskevers (Silvanidae). De wetenschappelijke naam van de soort werd in 1916 gepubliceerd door Antoine Henri Grouvelle.